# Willem Maarten Boot
Willem Maarten Boot (Ellemeet, 4 januari 1920 - Renesse, 10 december 1944) was betrokken bij het verzet tijdens de Tweede Wereldoorlog.

## Verzet
Willem Maarten Boot was tijdens de Tweede Wereldoorlog gemeente-ambtenaar te Renesse. De Duitsers op Schouwen-Duiveland maakten begin december 1944 bekend dat alle mannen tussen de 17 en 40 jaar zich moesten melden om tewerkgesteld te worden in de Duitse oorlogsindustrie. Aan de gemeenteambtenaren van de nog bevolkte dorpen werd opdracht gegeven lijsten samen te stellen met de namen en verblijfplaatsen van deze mannen.
Zowel gemeentesecretaris Cornelis Lazonder als Boot kregen in de morgen van 4 december 1944 bezoek van iemand van het verzet om hun standpunt te vernemen. Beiden wensten in geen geval mee te werken aan het opstellen van lijsten voor de bezetter. Verzetsman Stoffel van den Hoek stelde voor dat hij samen met Adriaan Martijn Padmos de bevolkingsgegevens uit de kluis zou halen. Daarin zaten, behalve de namen van de mannen uit Renesse, ook die van Noordwelle, Serooskerke, Ellemeet en Scharendijke. Boot gaf de sleutels van de kluis af en hij en Lazonder doken onder.

## Arrestatie en executie
In de nacht van 6 december 1944 werd hij gearresteerd door de Duitsers bij een poging met 16 anderen vanuit het bezette Schouwen-Duiveland met een mosselkotter met Engelse commando's over te steken naar het bevrijde Noord-Beveland.
Op 10 december 1944 werd Willem Maarten Boot met negen andere verzetsstrijders opgehangen te Renesse. Ze worden de Tien van Renesse genoemd.
In de nacht van 7 december 1944 werd Boot gearresteerd door de Duitsers bij een poging met 16 anderen vanuit het bezette Schouwen-Duiveland met een mosselkotter met Engelse commando's over te steken naar het bevrijde Noord-Beveland. Lazonder raakte tijdens het vuurgevecht zwaargewond. In de nacht van 8 op 9 december werden de gevangengenomen mannen voor een snel samengestelde krijgsraad gebracht. Ze werden aangeklaagd voor hun vluchtpoging samenzwering tegen de Duitse Wehrmacht. De krijgsraad sprak over de gevangenen het doodvonnis uit. Dat zou door middel van de strop worden uitgevoerd. De Duitse generaal Friedrich Christiansen bekrachtigde deze doodvonnissen per telefoon.
De gevangenen werden vanuit een bunker op Slot Haamstede per huifkar naar de Slotlaan van Slot Moermond te Renesse vervoerd. Bij het toegangshek van de slotlaan was tussen twee bomen een dwarsbalk aangebracht. Daaraan hingen al negen stroppen. De zwaargewonde gemeentesecretaris Lazonder moest van zijn brancard de executie aanzien. De negen mannen werden opgehangen. Nadat ook Lazonder die nacht overleed werd zijn lichaam de volgende dag bij de anderen gevoegd. Als afschrikwekkend voorbeeld moesten de tien lichamen twee volle dagen blijven hangen. Pas daarna mochten de lichamen worden geborgen en kregen ze een massagraf op het kerkhof van Renesse. De mannen werden later bekend als de Tien van Renesse. Boot is 24 jaar geworden.